# Rhaphidophora elliptifolia
Rhaphidophora elliptifolia är en kallaväxtart som beskrevs av Elmer Drew Merrill. Rhaphidophora elliptifolia ingår i släktet Rhaphidophora och familjen kallaväxter. Inga underarter finns listade.